# Зимулин, Пётр Васильевич
Пётр Васильевич Зимулин (1821 — после 1898) — русский художник-акварелист, ученик Ф. Бруни.

## Биография
Был крепостным тайного советника Александра Никифоровича Скребицкого. У него обнаружились недюжинные способности к рисованию, и в 23 года он получил вольную грамоту. В 1847 году поступил вольноприходящим в класс профессора Ф. Бруни Академии художеств. В 1850 году он представил для получения звания свободного художника картину «Велизарий с проводником», но картина была признана не удовлетворяющей установленным требованиям. В 1852 году Зимулин представил уже три акварельных портрета, за которые 28 сентября 1852 года ему было присуждено звание неклассного художника.
В 1873—1879 годах имел фотоателье в Сызрани. В 1897 году дал несколько уроков рисования Алексею Толстому.